# Beverly Crest
Beverly Crest ist ein wohlhabender Stadtteil der amerikanischen Millionenstadt Los Angeles.

## Lage
Beverly Crest liegt in den Santa Monica Mountains. Es grenzt im Norden in Richtung San Fernando Valley an die Stadtteile Sherman Oaks und Studio City, im Westen an Bel Air, im Süden zum Los-Angeles-Becken hin grenzt Beverly Crest an den Stadtteil Westwood sowie an die Stadt Beverly Hills. Im Osten grenzt der Stadtteil an die Hollywood Hills West. Zu weiteren, an Beverly Crest angrenzenden Stadtteilen gehören Benedict Canyon, Beverly Glen, Coldwater Canyon and Franklin Canyon. Die Canyons sind durch den Los Angeles River entstanden. Mit der Auffaltung der Santa Monica Mountains versperrten diese dem Fluss dessen ursprünglichen Lauf nach Süden. Solange die Erosion mit der Auffaltung schritt hielt, grub sich der Fluss durch die Berge, nachdem er dies nicht mehr schaffte, musste er sich weiter östlich ein neues Bett schaffen.
Der Umstand, dass Beverly Crest die Postleitzahl 90210 mit Beverly Hills teilt, half dessen Vermarktung als „Balkon von Beverly Hills“. Ab den 1920er Jahren wurde der Stadtteil Wohngegend von Stars wie Harold Lloyd und Rudolph Valentino. Heute ist er Standort von Immobilien im Wert von bis zu 100 Millionen Dollar.

## Bevölkerung
Laut Volkszählung aus dem Jahr 2000 lebten damals 10.852 Personen in Beverly Crest. Nach Schätzungen der Stadt Los Angeles waren es 2008 dann 11.569 Personen. 87,5 % der Einwohner von Beverly Crest sind weiß. Das Medianeinkommen betrug 2008 $ 169.282 pro Haushalt, lediglich 10 % der Bewohner wohnten zur Miete.